# Église Saint-Élie de Jagličje
Pour les articles homonymes, voir Église Saint-Élie.
L'église Saint-Élie de Jagličje (en serbe cyrillique : Црква Св. Илије у Јагличју ; en serbe latin : Crkva Sv. Ilije u Jagličju) est une église orthodoxe serbe qui se trouve à Jagličje, dans la municipalité de Gadžin Han et dans le district de Nišava, en Serbie. Elle est inscrite sur la liste des monuments culturels protégés de la république de Serbie (identifiant no SK 2060),,.

## Présentation
L'église a été édifiée en 1883,,.
Elle est construite selon la technique des colombages,. Simple église de village, elle est constituée d'une nef unique prolongée par une abside demi-circulaire et précédée, à l'ouest, par un exo-narthex avec des arcades soutenues par des piliers en bois,. Dans la niche au-dessus de l'entrée occidentale se trouve une représentation de saint Élie, le saint patron de l'église,. Sur les façades latérales, la décoration se limite à une série de pilastres,.
À l'intérieur, l'iconostase est une simple structure en bois, avec des médaillons où figurent des saints peints en buste ; selon les institutions officielles, elle ne possède pas de valeur artistique majeure,.
L'église a été restaurée en 2010.